# Алеманска литературна награда
„Алеманската литературна награда“ (на немски: Alemannischer Literaturpreis) е учредена през 1981 г. от град Валдсхут-Тинген, ежедневника „Südkurier“ и „Спестовна каса Хохрайн“.
С наградата се насърчава и отличава немскоезичната книжнина – също и на диалект – от алеманското езиково пространство, включително Форарлберг, немска Швейцария и Елзас.
Понастоящем наградата се присъжда на всеки три години и е в размер на 10 000 €.

## Носители на наградата (подбор)
- Маркус Вернер (1990)
- Роберт Шнайдер (1993)
- Арнолд Щадлер (1999)
- Мартин Валзер (2002)
- Петер Щам (2011)
- Томас Хюрлиман (2014)
- Арно Гайгер (2017)